# Saint-Just (Cantal)
Saint-Just è un comune francese soppresso e frazione del dipartimento del Cantal della regione dell'Alvernia-Rodano-Alpi. Dal 1º gennaio 2016 si è fuso con i comuni di Faverolles, Loubaresse e Saint-Marc per formare il nuovo comune di Val-d'Arcomie.

## Società

### Evoluzione demografica
Abitanti censiti